# Mario Jossa
Pour les articles homonymes, voir Jossa.
Mario Jossa est un architecte italien né à Rome, connu pour avoir fondé et dirigé le bureau parisien de Marcel Breuer,.
Diplômé de l'École polytechnique de Milan et de l'université catholique d'Amérique (Washington), il est membre du Conseil national de l'Ordre des architectes, de la Royal Institute of British Architects et est enregistré au New York State Board of Regents.
Mario Jossa commence sa carrière à New York chez Skidmore, Owings & Merrill, où il contribue à la réalisation de projets pour Armstrong Cork Laboratories, Altman Department Stores ou encore pour la Texas Gas Company.
En 1964, il devient associé au sein de l’entreprise Marcel Breuer Associates, à New York puis à Paris. À New York, il participe à la réalisation de plusieurs bâtiments d’envergure dont le Whitney Museum of American Art, le Campus de l’université du Massachusetts, le département de la Santé, de l'Éducation et des Services sociaux des États-Unis et plusieurs bâtiments de l’Université du Minnesota.
En 1966, il crée le bureau parisien de Marcel Breuer Associates. Sous sa direction, le bureau de Paris est récompensé pour plusieurs projets majeurs dont l’hôtel intercontinental de Manama au Bahreïn, la station de ski de Flaine, l'ambassade d'Australie en France, la villa Sayer, ou encore la Maison de l'Unesco. Il conçoit également le bâtiment de production d'IBM France à Corbeil-Essonnes,.
Mario Jossa vit à Fontainebleau. Marié, il est père de quatre enfants.